# Grönbo revir
Grönbo revir var ett skogsförvaltningsområde som omfattade de områden av Ramsbergs och Fellingsbro socknar av Örebro län, som utgjorde kronoparken Grönbo, samt de delar av Skinnskattebergs, Heds och Västra Skedvi socknar i Västmanlands län, vilka utgjorde kronoparken Uttersberg. Reviret var uppdelat i fem bevakningstrakter: Nyhammars, Morskoga, Sundbo, Skärvikens och Uttersbergs. Inom reviret fanns endast de båda kronoparkerna Grönbo och Uttersberg med tillsammans 20 470 hektar vid 1905 års slut.